# Storø (ö i Grönland, Sermersooq, lat 70,82, long -27,53)
Storø är en ö i Grönland (Kungariket Danmark).   Den ligger i kommunen Sermersooq, i den centrala delen av Grönland. Arean är 193 kvadratkilometer.
Terrängen på Storø är mycket bergig. Öns högsta punkt är 1 770 meter över havet. Den sträcker sig 18,1 kilometer i nord-sydlig riktning, och 18,6 kilometer i öst-västlig riktning.